# Pseudomorpha alutacea
Pseudomorpha alutacea är en skalbaggsart som beskrevs av Notman. Pseudomorpha alutacea ingår i släktet Pseudomorpha och familjen jordlöpare. Inga underarter finns listade i Catalogue of Life.